# Статник, Екатерина Олеговна
Екатерина Олеговна Статник (21 января 1992, Новая Каховка — 8 января 2020, Тегеран) — старшая бортпроводница рейса PS752 Boeing 737. Герой Украины (2020).

## Биография
Родилась 21 января 1992 года в Новой Каховке. В 2009 году окончила школу № 8, специализирующеюся на углублённом изучении иностранных языков. Знала английский и французский языки.
После этого училась в Киевском университете экономики и права на факультете международных отношений. Впоследствии окончила курсы стюардесс.
Работала бортпроводницей в компании «МАУ».
8 января 2020 погибла в результате сбивания самолёта Boeing 737 рейса PS752 авиакомпании «Международные авиалинии Украины» ракетами противовоздушной обороны Ирана.
Похоронили Екатерину Статник в посёлке Новая Маячка Алешковского района Херсонской области.

## Награды
- Звание Герой Украины с вручением ордена «Золотая Звезда» (29 декабря 2020, посмертно) — за героизм и самоотверженные действия, проявленные при исполнении служебного долга[6]

## Личная жизнь
Сестра Екатерины проживает в Херсоне.